# Owen Kay Garriott
Owen Kay Garriott (Enid, Oklahoma,  1930. november 12. – Hunstville, Alabama, 2019. április 15.) amerikai villamosmérnök, volt NASA-űrhajós. 1973-ban hatvan napot töltött a világűrben a Skylab űrállomás fedélzetén a Skylab 3 küldetés során. 1983-ban tíz napot töltött a Spacelab–1 fedélzetén, ahova egy Space Shuttle-lal jutott el.
Két fiával, Robert Garriott-tal és Richard Garriott-tal, segítette az Origin Systems megalapítását.

## Életpálya
1953-ban az Oklahoma Egyetemen villamosmérnöki oklevelet szerzett. 1960-ban a Stanford Egyetemen doktorált. 1966-ban egyéves sugárhajtású repülőgép kiképzésben részesült.  1986. augusztus 1-jén fejezte be az aktív űrhajós szolgálatot. Az űrhajózástól elbúcsúzva a Johnson Space Center tudományos igazgatóhelyettese lett.

### NASA karrier
1965-ben a NASA beválogatta hat olyan űrhajósjelölt közé, akiknek tudományos végzettsége volt.
1973-ban első űrrepülése a Skylab-3 küldetés során volt, ami akkoriban világrekord hosszúságú, hatvan napos volt (ez az előző rekordnak majdnem a kétszerese). Kiterjedt kutatásokat folytatott a Nappal kapcsolatban, a Föld erőforrásai tekintetében, továbbá különféle emberi élettani vizsgálatokat a súlytalansághoz való alkalmazkodásról.
Második űrrepülése az STS-9-en volt (Spacelab-1) 1983-ban. Ide a Columbia űrrepülőgéppel jutott fel, amin tíz napot töltött. Hetven különféle kísérletet végzett hat tudományágban. Ezek elsődleges célja annak demonstrálása volt, hogy a Spacelab alkalmas a tudományos kutatásokra ezeken a területeken.
Owen Garriott működtette az első amatőr rádióállomást az űrből, ennek hívójele W5LFL volt. Ezt a ténykedést később tucatnyi űrsikló küldetésen, Mir űrállomáson, és a Nemzetközi Űrállomáson mások is megismételték.
A küldetések között a NASA egyéves ösztöndíját nyerte el (1975–76), amit a Stanford Egyetemen töltött, majd részben mint tudományos igazgató a Johnson Space Center-en (1974–75, 1976–78).
Összesen 70 napot töltött a világűrben.

### A Skylab „potyautasának” tréfája
1973. szeptember 10-én Houstonban az űrrepülés-irányítók igencsak meglepődtek, amikor egy csábos női hangot hallottak a hangszórókból a Skylab fedélzetéről, aki az irányítók (CAPCOM) vezetőjét, Bob Crippent név szerint is megszólította és bejelentette, hogy „a fiúknak hoztam egy kis hazait, mert régóta nélkülözték itt fent”. A nő pár percig beszélt és megemlítette, hogy erdőtüzeket lát az űrből, és hogy ilyen magasról csodálatos látvány a napfelkelte. Majd hirtelen elbúcsúzott: „Most mennem kell. Azt hiszem, a fiúk a parancsnoki modul felé repülnek, és nekem nem volna szabad beszélnem önökkel.”
A Skylab legénysége később felfedte, hogy Garriott előző nap beszélt a feleségével privát vonalon, és akkor rögzítette a később elhangzó mondatokat, amiket a felesége, Helen mondott el.

### NASA utáni karrier
A NASA 1986-os elhagyása után Garriott tanácsadóként dolgozott több űrkutatással és űrrepüléssel foglalkozó cégnél, továbbá tagja volt a NASA és a National Research Council különféle tanácsadó testületeinek.
1988 januárjától 1993 májusáig alelnök volt Teledyne Brown Engineering nevű cégnél, ami űrprogramokkal foglalkozott. A cég létszáma később ezer fő fölé emelkedett. A Spacelab küldetések rakterének hasznos kihasználtságán dolgoztak a Marshall űrrepülési központban. Jelentős szerepet játszottak a Nemzetközi Űrállomás amerikai kutatási laborjának kifejlesztésében.

## Kutatási területe
Az elektronika és az ionoszféra fizikája.

## Űrrepülések
1973-ban a Skylab–3 küldetés tagja, 1983-ban az STS–9, a Columbia űrrepülőgép fedélzetén végzett  feladatokat.